# Alfons 2. af Aragonien
Alfons 2. af Aragonien, kaldet Alfons den Kyske eller Alfons Troubadouren (marts 1157 – 25. april 1196) var konge af Aragonien fra 1164 til 1196 og Greve af Barcelona (som Alfons 1.) fra 1163 til 1196. Som den ældste søn af Grev Ramon Berenguer 4. af Barcelona og Dronning Petronella af Aragonien var han den første konge af Aragonien, der også var greve af Barcelona. Han var også Greve af Provence, som han erobrede fra Douce 2., fra 1166 til 1173, indtil han afstod det til sin bror, Ramon Berenguer 3.